# Samuel B. Griffith
Pour les articles homonymes, voir Griffith.
Samuel Blair Griffith II (31 mai 1906 - 27 mars 1983) était un brigadier général du Corps des Marines des États-Unis. Griffith s'engage auprès des Marines américains en 1929 après avoir obtenu son diplôme de l'Académie navale des États-Unis. Durant la Seconde Guerre mondiale, il commande des unités marines au sein du théâtre du Pacifique. Il sert également en Chine, avant l'entré en guerre américain. Griffith prend sa retraite en 1956, durant laquelle il écrit plusieurs livres et articles influents sur l’histoire militaire, il donne également de nombreuses conférences. Il décéde le 27 mars 1983 à Rhode Island.

## De la jeunesse à la Seconde Guerre mondiale
Griffith nait le 31 mai 1906 à Lewistown, en Pennsylvanie . Après avoir obtenu son diplôme de l'Académie navale américaine avec une licence en génie électrique en 1929, il accepte le poste de sous-lieutenant dans le Corps des Marines des États-Unis. Avant la Seconde Guerre mondiale, il participe à la deuxième campagne du Nicaragua et sert en Chine, à Cuba et en Angleterre. De 1935 à 1938, alors attaché à l'ambassade des États-Unis à Pékin, il étudie et maitrise la langue chinoise.
Pendant la Seconde Guerre mondiale, il étudie les entraînements des commandos britanniques en Angleterre et en Écosse. Il retourne à la 1re division des Marines et sert comme officier exécutif (en:executive officier) puis commandant du 1er bataillon des Marines Raiders, specialiste de l'infiltrations. Il mêne ce bataillon lors de la campagne d'Indonésie à Guadalcanal ainsi qu'en Nouvelle-Géorgie . Il reçoit ainsi la Navy Cross à Guadalcanal en septembre 1942 pour « son héroïsme extrême et son dévouement courageux au devoir » lors des combats près de la rivière Matanikau . Au cours de cette action, Griffith subit des blessures pour lesquelles il est médaillé d'une Purple Heart . Pour ses exploits en juillet 1943 en Nouvelle-Géorgie, il reçoit la Distinguished Service Cross.

### Croix d'honneur de la Marine
Citation:
Le président des États-Unis d’Amérique a le plaisir de remettre la Navy Cross au lieutenant-colonel Samuel Blair Griffith, II (MCSN : 0–4436), du Corps des Marines des États-Unis, pour son héroïsme extraordinaire et son service distingué alors qu’il dirigeait le premier bataillon de Marine Raider contre les forces japonaises ennemies à proximité de Matanikau, Guadalcanal, Îles Salomon, le 27 septembre 1942. Le seul autre officier supérieur du bataillon ayant été tué ce matin-là, et ses hommes étant largement dépassés en nombre et presque complètement encerclés par l'ennemi, le lieutenant-colonel Griffith s'avança vers une position où il pouvait reconnaître le terrain devant lui, afin d'utiliser efficacement les troupes et les armes sous son commandement. Lors de cette mission, il fut grièvement blessé par la balle d'un tireur d'élite ennemi. Refusant d'abandonner le commandement de ses troupes ou de les laisser sans officier supérieur pour contrôler la situation, il retourna à son poste et dirigea personnellement les mouvements du bataillon pendant le reste de l'après-midi. Plus tard, relevé par un supérieur, il fut finalement évacué vers un hôpital. Par son leadership exceptionnel, son grand courage personnel et son mépris total pour sa propre sécurité dans une situation désespérée, il a maintenu la confiance de ses officiers subordonnés et le moral de ses troupes qui ont combattu vaillamment pendant le reste de la journée. Par son leadership intrépide, sa bravoure inébranlable et son dévouement au devoir dans des conditions de combat critiques, le lieutenant-colonel Griffith a maintenu les plus hautes traditions du service naval des États-Unis.

### Croix d'honneur pour service distingué
Citation:
Le président des États-Unis d'Amérique, autorisé par la loi du Congrès du 9 juillet 1918, a le plaisir de remettre la Distinguished Service Cross au lieutenant-colonel Samuel Blair Griffith, II (MCSN : 0-4436), Corps des Marines des États-Unis, pour son héroïsme extraordinaire dans le cadre d'opérations militaires contre un ennemi armé alors qu'il commandait le premier bataillon de Marine Raider lors de l'attaque d'une batterie côtière ennemie à Enogai Point, en Nouvelle-Géorgie, dans les îles Salomon, du 7 au 10 juillet 1943. Le colonel Griffith partait souvent seul en reconnaissance dans des zones couvertes par le feu ennemi tandis qu'il dirigeait habilement son bataillon dans son avance à travers les marais et la jungle dense vers l'objectif. Bien que ses hommes aient été sans nourriture ni eau pendant trente-six heures, son brillant leadership et son courage leur ont insufflé une énergie nouvelle pour porter des coups paralysants lors de l'assaut final au cours duquel quatre canons navals ont été saisis et 350 ennemis ont été tués. L'héroïsme et les compétences remarquables dont a fait preuve le lieutenant-colonel Griffith à cette occasion font honneur à lui-même et aux forces armées des États-Unis.

## Carrière d'après-guerre
De 1946 à 1947, il occupe des postes d'état-major à Qingdao, en Chine, ce qui lui permet d'être aux premières loges pour observer l'escalade de la guerre civile chinoise. Il participe ainsi à l'occupation de la Chine du Nord après la Seconde Guerre mondiale, il y commande le 3e régiment de Marines puis les forces marines américaines à Qingdao. Il est étudiant puis rejoint le corps professoral du US Naval War College de Newport, Rhode Island, de 1947 à 1950. De 1951 à 1952, il est chef d'état-major de la Fleet Marine Force, Atlantique, et de 1953 à 1956, le général Griffith fait partie de l'état-major du commandant en chef des États-Unis pour l'Europe. Il a pris sa retraite du Corps des Marines en 1956, après avoir effectué plus de 25 ans de service actif.

## Carrière après la retraite
Après sa retraite, le général Griffith entra à l'Université d'Oxford (New College, Angleterre). En 1961 il obtint son doctorat en philosophie, devenant spécialiste de l'histoire militaire chinoise (en). S'intéressant à la Chine et à la langue chinoise depuis son premier passage dans les années 30, il traduit Sur la guérilla de Mao Zedong en 1961 et L'art de la guerre de Sun Tzu en 1963. Cette dernière est profondément enrichie. Griffith intègre de nombreux commentaires chinois anciens sur « L'art de la guerre » et exploite une variété de sources anciennes pour les chapitres sur la biographie de Sun Tzu, l'évolution du texte, la période des Royaumes combattants, la guerre ancienne et une comparaison avec la pensée militaire de Mao Zedong.
Le choix des mots évoque peut-être à la fois le dur travail de traduction et les expériences de l'auteur à Guadalcanal et en Nouvelle-Géorgie.
Griffith a également écrit l'ouvrage de référence La bataille de Guadalcanal, L'Armée populaire de libération chinoise et son dernier ouvrage majeur, In Defense of the Public Liberty, un livre consacré à la guerre d'indépendance. Il a été chercheur associé au China Study du Council on Foreign Relations et membre de l'Institute for Defense Studies de Londres. Il contribue de nombreux articles dans des journaux réputés tels que The New Yorker, Saturday Evening Post, US Naval Institute Proceedings, Town & Country, Marine Corps Gazette et Foreign Affairs. Il donne également de nombreuses conférences dans des établissements tels que l' Armed Forces Staff College, l'United States Military Academy, la Foreign Policy Association et les Marine Corps Schools. Le général Griffith était membre à vie de la 1st Marine Raider Association et de la 1st Marine Division Association.

## Mort
Il décédé de manière inattendue le 27 mars 1983 à Newport, Rhode Island.

## Publications
- Mao Tse-tung on Guerilla Warfare, Praeger Publishers, 1963
- Sun Wu et Griffith, Sun Tzu: The Art of War, Oxford University Press, 1963 (ISBN 0-19-501476-6, ASIN B000PT0BGY)
- The Battle for Guadalcanal, Champaign, Illinois, US, University of Illinois Press, 1963 (ISBN 0-252-06891-2)
- The Chinese People's Liberation Army, New York, NY, USA, BPC McGraw-Hill Book Company, 1967
- Peking and People's War, New York, NY, US, Praeger Publishers, 1966
- The War for American Independence, Champaign, Illinois, US, University of Illinois Press, 1976 (ISBN 0-252-02745-0)

### Ouvrages
- Joseph H. Alexander, Edson's Raiders: The 1st Marine Raider Battalion in World War II, Naval Institute Press, 2000 (ISBN 1-55750-020-7)
- Richard Frank, Guadalcanal: The Definitive Account of the Landmark Battle, New York, Random House, 1990 (ISBN 0-394-58875-4, lire en ligne )
- Michael T. Smith, Bloody Ridge: The Battle That Saved Guadalcanal, New York, Pocket, 2000 (ISBN 0-7434-6321-8)

### Liens web
- History Division, « BRIGADIER GENERAL SAMUEL BLAIR GRIFFITH II, USMC (DECEASED) », Who's Who in Marine Corps History, United States Marine Corps (consulté le 19 mars 2006)
- Hoffman, « FROM MAKIN TO BOUGAINVILLE: Marine Raiders in the Pacific War » [brochure], Marines in World War II Commemorative Series, Marine Corps Historical Center, 1995 (consulté le 19 mars 2006)
- Hough, Ludwig, Verle E. et Shaw, Henry I. Jr., « Pearl Harbor to Guadalcanal », History of U.S. Marine Corps Operations in World War II (consulté le 16 mai 2006)
- Shaw, « First Offensive: The Marine Campaign For Guadalcanal », Marines in World War II Commemorative Series, 1992 (consulté le 25 juillet 2006)
- Zimmerman, « The Guadalcanal Campaign », Marines in World War II Historical Monograph, 1949 (consulté le 4 juillet 2006)